# Szpartak metróállomás
A Szpartak (oroszul Спартак) a moszkvai metró 7-es számú, lila színnel jelzett, Taganszko-Krasznopresznyenszkaja nevű vonalának egyik állomása, az Otkrityije Aréna nevű, a 2018-as labdarúgó-világbajnokságra épült labdarúgó-stadion egyik megközelítési lehetősége. A stadion a belvárostól kifelé 600-700 méterre következő Tusinszkaja metróállomásról is elérhető.

## Leírása
A kéreg alatti, oszlopsorokkal három részre tagolt, a szomszédos Tusinszkaja állomáshoz hasonló típusterv alapján készült állomást 2014-ben nyitották meg a 7-es számú, lila színnel jelölt Taganszko-Krasznopresznyenszkaja vonalon.
Az állomás szerkezetileg már 1975-ben elkészült, amikor megnyitották a Taganszko-Krasznopresznyenszkaja vonal Oktyabrszkoje — Planyernaja állomások közötti szakaszát, de a tervek változása miatt az állomást nem fejezték be. A félkész állapotban konzervált állomáson évtizedekig csak áthaladtak a vonatok. 2013-ban, a tusinói repülőtér fejlesztésével, valamint az FK Szpartak Moszkva számára épülő Otkrityije Aréna labdarúgó-stadion megépítésével kapcsolatban döntöttek a teljes kiépítéséről, ami 2014 augusztusában be is fejeződött.

## Fordítás
- Ez a szócikk részben vagy egészben  a   Spartak (Moscow Metro) című angol Wikipédia-szócikk ezen változatának fordításán alapul.  Az eredeti cikk szerkesztőit annak laptörténete sorolja fel. Ez a jelzés csupán a megfogalmazás eredetét és a szerzői jogokat jelzi, nem szolgál a cikkben szereplő információk forrásmegjelöléseként.
- Ez a szócikk részben vagy egészben  a(z)   Спартак (станция метро) című orosz Wikipédia-szócikk ezen változatának fordításán alapul.  Az eredeti cikk szerkesztőit annak laptörténete sorolja fel. Ez a jelzés csupán a megfogalmazás eredetét és a szerzői jogokat jelzi, nem szolgál a cikkben szereplő információk forrásmegjelöléseként.